# Paul Chomedey de Maisonneuve
Paul de Chomedey, señor de Maisonneuve (Neuville-sur-Vannes, 15 de febrero de 1612 - París, 9 de septiembre de 1676) fue un militar y explorador francés, fundador de la ciudad de Montreal.

## Biografía
Nacido en Neuville-sur-Vannes, a 25 km de Troyes, fue el hijo mayor de Marie Thomelin y Louis de Chomedey, señor de Maisonneuve. Paul de Chomedey recibió el título de señor de Maisonneuve de su padre el 24 de febrero de 1614. Fue soldado desde los 13 años y combatió en la Guerra de los Treinta Años antes de ser enviado por la Sociedad Notre-Dame de Montreal a tomar posesión de las concesiones en el nuevo mundo. Fue seleccionado para fundar una colonia en la isla de Montreal y llega a Nueva Francia en 1641.
En 1642, trabajó en la construcción de la fortificación y de la capilla del pequeño asentamiento de Ville-Marie en la orilla sur de la Isla de Montreal. Una misa realizada el 17 de mayo de 1642 marcó la fundación de la colonia. De esta manera, Maisonneuve se convirtió en el primer gobernante de Montreal. El primer año de existencia de la colonia fue muy pacífico, pues mantuvieron buenas relaciones con los algonquinos. El 6 de enero de 1643 una inundación amenazó la ciudad, Maisonneuve rezó a la Virgen María para detener la inundación y cuando disminuyó erigió una cruz de la cima del Mont-Royal. La Cruz de Montreal que se encuentra actualmente en ese mismo lugar, recuerda la original que erigió Maisonneuve en agradecimiento.
El descubrimiento del asentamiento por parte de los iroqueses representó el comienzo de un largo conflicto entre los franceses y los nativos que amenazó gravemente la supervivencia de la colonia. Maisonneuve ordenó la defensa del asentamiento, utilizando su entrenamiento militar. En 1644 estuvo a punto de ser asesinado cuando un grupo de treinta habitantes de Montreal fueron rodeados por más de 200 iroqueses y Maisonneuve logró guiar a los franceses a la fortaleza para protegerse.

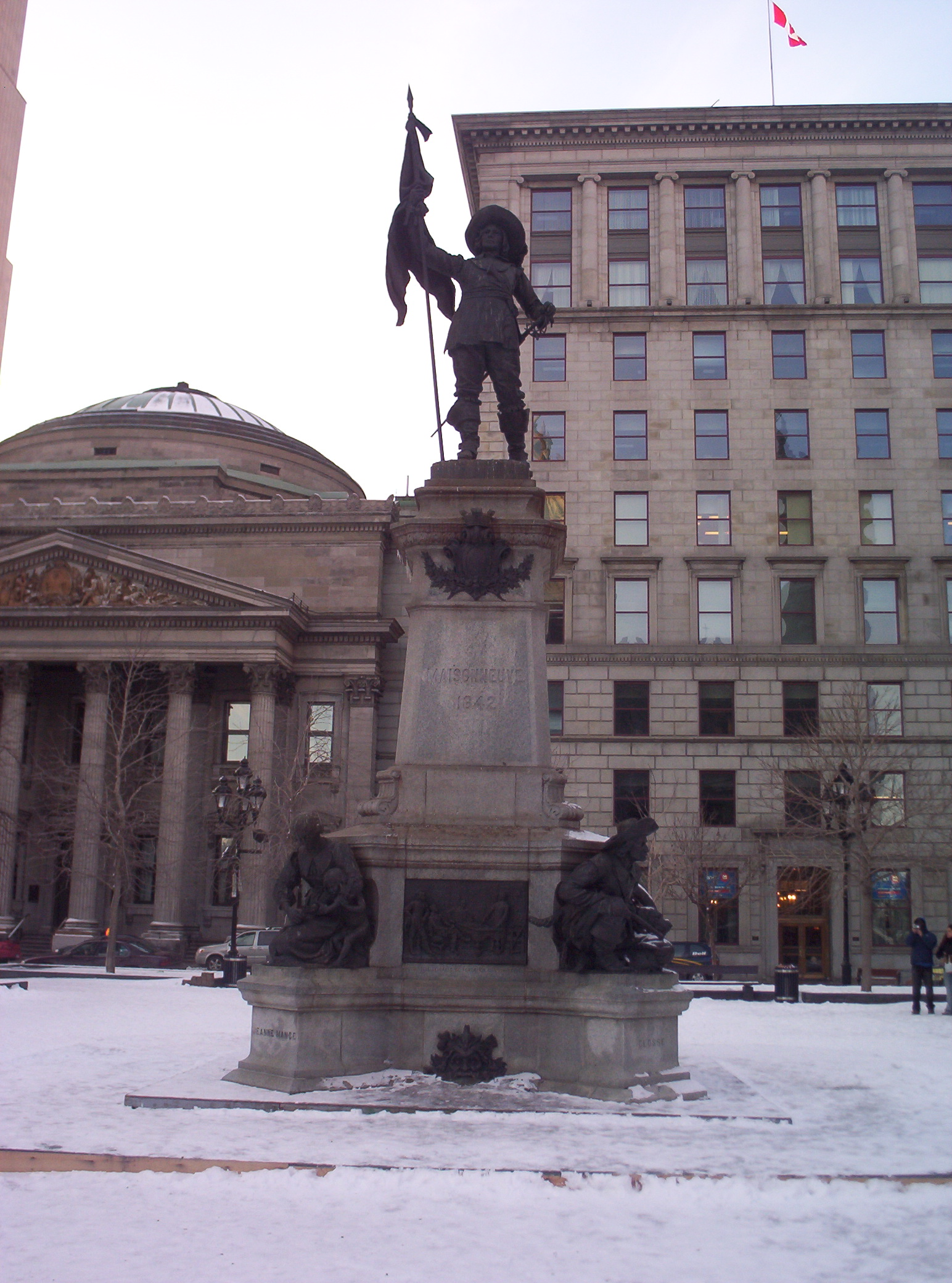
Monumento a Maisonneuve en la Place d'Armes.

En 1645 Maisonneuve recibió la noticia de que su padre había muerto y regresó inmediatamente a Francia. A pesar de que le ofrecieron el cargo de gobernador de Nueva Francia, lo rechazó para continuar con su misión como gobernante de Ville-Marie. Maisonneuve regresó a Montreal en 1647 y continuaron las guerras con los iroqueses. En 1649, Maisonneuve fue seleccionado como padrino para el primer niño blanco bautizado en la colonia. Era Pauline Hébert, la hija menor del comerciante de pieles Agustín Hébert y su esposa Adrienne Du Vivier, quienes habían llegado a Montreal en 1648 con su hija mayor Jeanne.
En la primavera de 1651 los ataques iroqueses se hicieron tan frecuentes y violentos, que hasta se pensó que se acercaba el final de la colonia de Ville-Marie. Maisonneuve hizo que todos los habitantes de Montreal se refugiaran en la fortaleza. En 1652, la colonia de Montreal estaba tan reducida, que se vio obligado a regresar de nuevo a Francia para reclutar a 100 voluntarios dispuestos a ir a Montreal al año siguiente. Si durante el viaje de Maisonneuve los franceses no lograban mantener en pie la colonia, el asentamiento debía ser abandonado y los sobrevivientes de re-encontrarían río abajo en la ciudad de Quebec. Cuando llegaron bajo su mando los 100 nuevos habitantes en el otoño de 1653, la población de Montreal era apenas de 50 personas, incluyendo a Archambault Jacques, que fue quien cavó el primer pozo de agua de la isla en 1658, a petición de Maisonneuve.
Con el tiempo, la colonia creció en tamaño y, finalmente, era lo suficientemente grande para estar a salvo de la amenaza de los iroqueses. El control de la colonia fue tomado por la sociedad misionera y posteriormente por la corona en 1663. Maisonneuve no había disfrutado del favor del nuevo gobernador general Agustín de Saffray de Mesy. En septiembre de 1665, Maisonneuve recibió la orden de regresar a Francia por parte de Alexandre de Prouville con una licencia indefinida. Después de veinticuatro años al frente de la colonia, se retiró de Montreal dejando un asentamiento estable.
En 1671, Margarita Bourgeoys le dio una cálida bienvenida a su casa en París, donde permaneció el resto de su vida. Murió en 1676, junto a su lecho estaban a su joven amigo Philippe de Turmenys, y su fiel siervo Louis Fin. El 10 de septiembre, su funeral tuvo lugar en la iglesia de la congregación de los Padres de la Doctrina Cristiana, situada cerca de la abadía de Saint-Étienne-du-Mont, en donde también recibió sepultura.